# Âm nhạc của Harmonia
Harmonia (Nhật: ハルモニア) là một visual novel Nhật Bản lấy chủ đề hậu tận thế phát triển bởi Key, một thương hiệu thuộc Visual Art's. Trò chơi phát hành ngày 23 tháng 9 năm 2016 dành cho hệ điều hành Windows cài đặt nền tảng Steam, và được ra mắt bản tiếng Anh trước bản tiếng Nhật.

## Albums

### Harmonia Original Soundtrack
| Track listing    | Track listing                                                                 | Track listing      | Track listing       | Track listing |
| STT              | Nhan đề                                                                       | Phổ nhạc           | Arrangement         | Thời lượng    |
| ---------------- | ----------------------------------------------------------------------------- | ------------------ | ------------------- | ------------- |
| 1.               | "Terrarum"                                                                    | Ryō Mizutsuki      | Ryō Mizutsuki       | 4:30          |
| 2.               | "Oppidum"                                                                     | Shinji Orito       | Shinji Orito        | 3:08          |
| 3.               | "Vitae"                                                                       | Shinji Orito       | Shinji Orito        | 3:11          |
| 4.               | "Cantus"                                                                      | Ryō Mizutsuki      | Ryō Mizutsuki       | 1:47          |
| 5.               | "Library"                                                                     | Shinji Orito       | Shinji Orito        | 3:01          |
| 6.               | "Tristitia"                                                                   | Shinji Orito       | Shinji Orito        | 5:05          |
| 7.               | "Risu"                                                                        | Ryō Mizutsuki      | Ryō Mizutsuki       | 3:21          |
| 8.               | "Rruinis"                                                                     | Shinji Orito       | Shinji Orito        | 4:40          |
| 9.               | "Pecado"                                                                      | Shinji Orito       | Shinji Orito        | 4:44          |
| 10.              | "Scindet"                                                                     | Ryō Mizutsuki      | Ryō Mizutsuki       | 3:46          |
| 11.              | "Reditum"                                                                     | Ryō Mizutsuki      | Ryō Mizutsuki       | 3:38          |
| 12.              | "Caveam"                                                                      | Ryō Mizutsuki      | Ryō Mizutsuki       | 2:06          |
| 13.              | "Harmonia"                                                                    | Ryō Mizutsuki      | Ryō Mizutsuki       | 3:00          |
| 14.              | "Spero"                                                                       | Shinji Orito       | Shinji Orito        | 2:21          |
| 15.              | "Halitus"                                                                     | Tomohiro Takeshita | Tomohiro Takeshita  | 2:15          |
| 16.              | "Todoketai Melody Short Ver" (届けたいメロディ) (Performed by Ayaka Kitazawa) | Shinji Orito       | Yūichirō Tsukagoshi | 2:24          |
| 17.              | "Towa no Hoshi e" (永遠の星へ (Performed by Haruka Shimotsuki)                | Tomohiro Takeshita | Meeon               | 5:51          |
| Tổng thời lượng: | Tổng thời lượng:                                                              | Tổng thời lượng:   | Tổng thời lượng:    | 58:48         |

### Teneritas
| Track listing    | Track listing                                                    | Track listing      | Track listing |
| STT              | Nhan đề                                                          | Phổ nhạc           | Thời lượng    |
| ---------------- | ---------------------------------------------------------------- | ------------------ | ------------- |
| 1.               | "Kotoba (Todoketai Melody yori)" (コトバ (届けたいメロディより)) | Shinji Orito       | 4:46          |
| 2.               | "Sekai (Terrarum yori)" (セカイ (Terrarumより))                  | Ryō Mizutsuki      | 4:13          |
| 3.               | "Itonami (Vitae yori)" (イトナミ (Vitaeより))                    | Shinji Orito       | 3:56          |
| 4.               | "Utaumono (Cantus yori)" (ウタウモノ (Cantusより))               | Ryō Mizutsuki      | 3:48          |
| 5.               | "Ikoi (Oppidum yori)" (イコイ (Oppidumより))                     | Shinji Orito       | 3:22          |
| 6.               | "Kiroku (Library yori)" (キロク (Libraryより))                   | Shinji Orito       | 2:28          |
| 7.               | "Tsumeato (Rruinis yori)" (ツメアト (Rruinisより))               | Shinji Orito       | 5:24          |
| 8.               | "Tsumi (Pecado yori)" (ツミ (Pecadoより))                        | Shinji Orito       | 4:28          |
| 9.               | "Kanashimi (Tristitia yori)" (カナシミ (Tristitiaより))          | Shinji Orito       | 4:17          |
| 10.              | "Ayumi (Harmonia yori)" (アユミ (Harmoniaより))                  | Ryō Mizutsuki      | 2:43          |
| 11.              | "Towa (Towa no Hoshi e yori)" (トワ (永遠の星へより))            | Tomohiro Takeshita | 6:07          |
| Tổng thời lượng: | Tổng thời lượng:                                                 | Tổng thời lượng:   | 45:32         |

## Todoketai Melody / Towa no Hoshi e
Tất cả lời bài hát được viết bởi Kai.
| Track listing    | Track listing                                                       | Track listing      | Track listing       | Track listing |
| STT              | Nhan đề                                                             | Phổ nhạc           | Arrangement         | Thời lượng    |
| ---------------- | ------------------------------------------------------------------- | ------------------ | ------------------- | ------------- |
| 1.               | "Todoketai Melody" (届けたいメロディ) (Performed by Ayaka Kitazawa) | Shinji Orito       | Yūichirō Tsukagoshi | 5:13          |
| 2.               | "Towa no Hoshi e" (永遠の星へ) (Performed by Haruka Shimotsuki)     | Tomohiro Takeshita | Meeon               | 5:52          |
| 3.               | "Todoketai Melody (off vocal Ver.)" (届けたいメロディ)              | Shinji Orito       | Yūichirō Tsukagoshi | 5:14          |
| 4.               | "Towa no Hoshi e (off vocal Ver.)" (永遠の星へ)                     | Tomohiro Takeshita | Meeon               | 5:52          |
| Tổng thời lượng: | Tổng thời lượng:                                                    | Tổng thời lượng:   | Tổng thời lượng:    | 22:11         |